# UNMOP

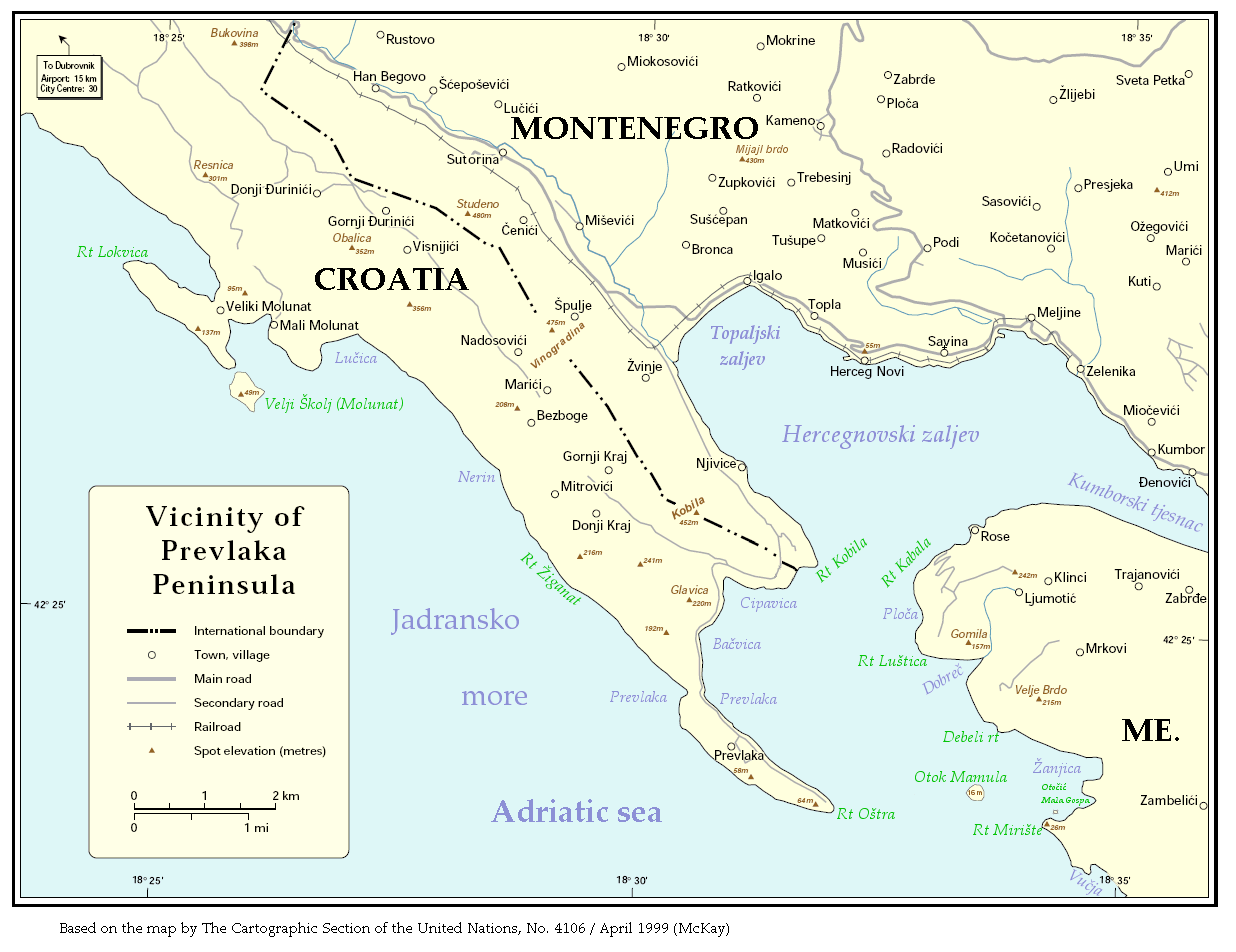
Kaart met Prevlaka midden-onderaan.

De Waarnemersmissie van de Verenigde Naties in Prevlaka of kortweg UNMOP – naar de Engelse benaming UN Mission of Observers in Prevlaka – was een waarnemingsmissie van de Verenigde Naties op het Kroatische schiereiland Prevlaka tussen 1996 en 2002. De waarnemers gingen er toezien op de demilitarisatie van het schiereiland nadat Kroatië en Montenegro, dat destijds tot de Federale Republiek Joegoslavië behoorde, hierover op 23 augustus 1996 tot een akkoord waren gekomen. Ook fungeerde ze als buffer tussen beide partijen om de spanningen te doen afnemen.
De twee landen wilden Prevlaka hebben vanwege de strategische ligging in het zuiden van de Adriatische Zee, en te midden van de oorlogen in het uiteengevallen Joegoslavië kwam ook dit conflict naar boven. Tijdens de Kroatische Onafhankelijkheidsoorlog werd het schiereiland, dat aan Kroatië had toebehoord, bezet door het Joegoslavische Volksleger. Nadien kwamen de twee partijen overeen het te demilitariseren. In oktober 1992 kregen de VN-vredesmacht UNPROFOR en de EU-waarnemingsmissie EUMM de opdracht om hierop toe te zien. In 1995 werd deze opdracht overgenomen door de UNCRO-missie in Kroatië, en vervolgens werd het mandaat van de waarnemers apart verlengd.

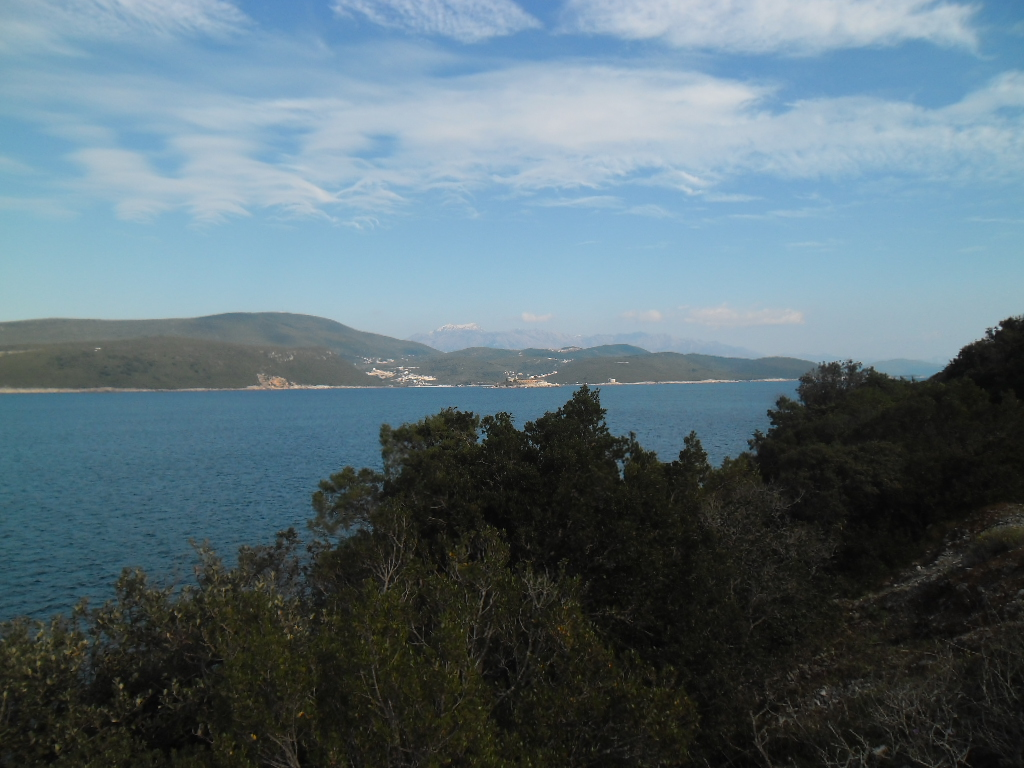
Zicht op Prevlaka.

Zowel Kroatië als Joegoslavië schonden echter het akkoord dat ze hadden gesloten. Zo liet Kroatië burgers toe in het gebied, en bemande het Joegoslavische leger in mei 1997 posities in het noorden ervan. Op zee werd de VN-zone gefrequenteerd door vissersboten en af en toe ook politie- en marineboten. Daarenboven legden beide landen de waarnemers ook beperkingen op. In 2002 kwam er een tijdelijke oplossing uit de bus, die stipuleerde dat Prevlaka met 500 meter water aan de ingang van de Baai van Kotor aan Kroatië toekwam, maar neutraal terrein zou blijven. De door Prevlaka gecontroleerde baai behoorde tot Montenegro, behalve het water ten noorden van Prevlaka, die niemandswateren werden. Hierop werd beslist de waarnemingsmissie terug te trekken.
De missie ging van start met 28 waarnemers, uit Argentinië, Bangladesh, België, Brazilië, Canada, Denemarken, Egypte, Finland, Ghana, Indonesië, Ierland, Jordanië, Kenia, Nepal, Nieuw-Zeeland, Nigeria, Noorwegen, Oekraïne, Pakistan, Polen, Portugal, Rusland, Tsjechië, Zweden en Zwitserland, die elk één of twee waarnemers hadden bijgedragen.